# Антилопов заек
Антилоповият заек (Lepus alleni) е вид бозайник от семейство Зайцови (Leporidae).

## Разпространение и местообитание
Разпространен е в Мексико и САЩ.